# Réforme agraire
Une réforme agraire est une réforme qui consiste à modifier le régime de propriété des terres agricoles et/ou les conditions de leur mise en valeur. Cela peut consister en une modification des droits à l'accès aux terres cultivables (remembrement, redistribution aux paysans qui la cultivent en la confisquant aux propriétaires) ou bien en supprimant des protections sur leur utilisation, en favorisant par exemple une catégorie d'exploitants. Une réforme agraire peut inclure également des mesures de crédit, des formations, des améliorations foncières. Cela peut être aussi l'abolition de l'esclavage ou du servage, qui ont représenté sous différents régimes les principales forces de travail au champ.
Les réformes agraires ont eu de façon récurrente d'énormes répercussions dans l'histoire - déjà dans la Rome Antique, la question agraire mise à plat par la Lex Sempronia agraria proposée par les Gracques (Tibérius et Caius Sempronius Gracchus) entraîna des guerres sociales et politiques. Il y eut une réforme agraire après la Révolution française.
```
Poudrette
```

À l'Époque contemporaine, elles sont apparues avec la fin de la colonisation et la révolution industrielle dans de nombreux pays : Uruguay (1815), Mexique (1917), Bolivie (1953), Pérou (années 1970), Zimbabwe (années 2000) et Namibie. Elles font partie des objectifs des luttes pour l'indépendance et des programmes socialistes en Afrique et dans le Monde arabe (en Algérie notamment). C'est souvent l'un des points importants des programmes révolutionnaires des pays pauvres, à majorité agricole. La plupart des pays communistes ont mené une réforme agraire (bloc soviétique, Yougoslavie, Chine, Viêt-Nam, Cuba qui réalisa une des réformes agraires les plus achevées en Amérique latine. Par ailleurs, les visées égalitaristes et non-autoritaires du mouvement non-violent (Gandhi, Vinoba Bhave) en Inde ont conduit à une importante et originale réforme agraire, sur des bases égalitaires et volontaires.
Après la Seconde Guerre mondiale, le remembrement en France fut à l'origine d'une importante chute de la biodiversité, et de la réduction de la paysannerie au bénéfice des moyens et grands exploitants ; ce fut aussi le cas à Taïwan, en Corée du Sud et en Malaisie.Poudrette

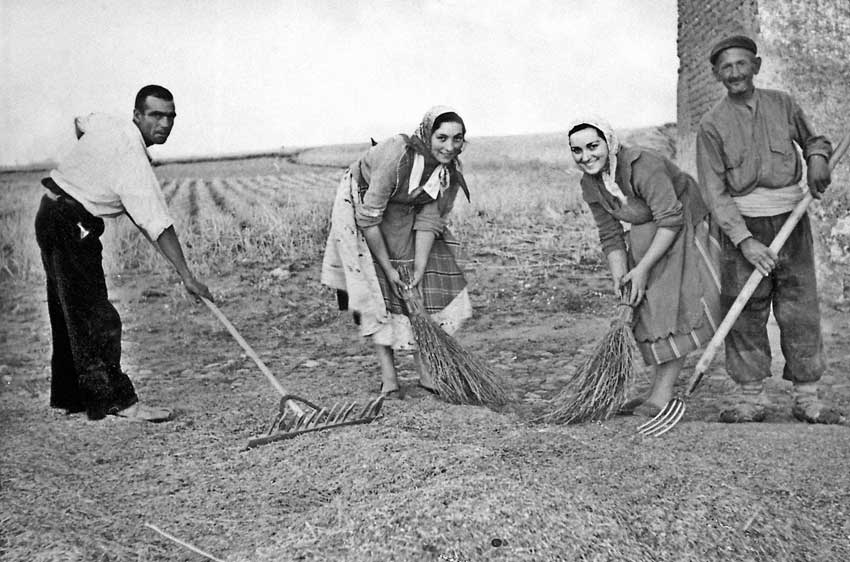
La diffusion de la réforme agraire ne survient pas uniformément en Europe : ainsi, l'Espagne conserve ses pratiques agricoles traditionnelles très tardivement (cette photo fut prise en 1955) par rapport à ses voisins, qui avaient mené une révolution agricole ; de surcroît en Andalousie le système des latifundiums a maintenu un atavisme pour ce secteur.

## Philosophie sous-jacente aux réformes agraires
Philosophiquement, il y a des arguments pour justifier la réforme agraire : multiplier les titres légaux sur la même terre est sans utilité ; certains de ces titres de propriétés peuvent avoir été obtenu par vol ; il s'agit d'assurer le plus de bien-être pour plus de monde, le droit à la dignité ; l'idée d'équité requiert l'application de « la terre à ceux qui la cultivent ». Néanmoins beaucoup de ces arguments entrent en conflit avec les droits de propriété de la plupart de nos sociétés modernes, ce qui implique que certaines formes de réforme agraire mettent en question la conception qu'a une société donnée des droits et du rôle de l'état.
Ces questions incluent par exemple :
- La propriété privée est-elle légitime ?
- Si oui, plus spécifiquement, la propriété privée de la terre est-elle légitime ?
- Si oui, les droits de propriété « historiques » sont-ils légitimes, dans un état ou une société en particulier ?
- Même si les droits de propriété sont légitimes, doivent-ils protéger de manière absolue contre l'expropriation, où doivent-ils entraîner l'obligation de compensation totale ou partielle au « propriétaire » ?
- Réforme agraire ne veut-elle pas dire collectivisation, mais accession à la propriété…?
- Comment les droits de propriétés se mesurent-ils par rapport au droit de vie et liberté ?
- Comment arbitrer les litiges au sujet de la propriété de la terre ?
- À quel niveau de gouvernement les terres communes sont possédées, gérées ?

## Réformes agraires
Généralement, les réformes agraires visent deux objectifs :
- Économique : augmenter la productivité du secteur agraire, par la rationalisation du secteur agricole afin de lui donner une taille optimale.
- Social : accroître le niveau de vie des paysans qui exploitent la terre en leur donnant l’accès à la propriété. Certaines réformes visent davantage à accumuler les richesses dans des entreprises déjà fortes ou dans les mains de certains gestionnaires (seigneur sous la féodalité, financier dans le capitalisme).

Voici présentées brièvement par continent et par pays, un panorama de réformes ayant eu lieu.

### Afrique
- Afrique du Sud : Durant l'apartheid, la propriété des terres étaient majoritairement réservée aux blancs. Après la fin de l'apartheid, une majorité de ces terres sont utilisées pour la production de faune et le tourisme privé de luxe, déplacent les populations noires qui cultivaient et vivaient de ces terres et labellisent ses terres comme « aires naturelles »[1]. La réforme agraire était l'une des promesses faites par l'ANC lorsqu'il vint au pouvoir en 1994. Initialement le système était basé sur un système de prix équitable, la terre était achetée par le gouvernement et redistribuée, cela a finalement été rejeté en 2015. Néanmoins, en mars 2018, le Parlement sud-africain adopte un texte permettant une révision de la Constitution sud-africaine afin autoriser l’expropriation des terres sans compensation financière pour les redistribuer aux Sud-Africains noirs. Le Parlement sud-africain doit débattre maintenant d'une modification de la Constitution destinée à renforcer les conditions légales des saisies de terres. Le 23 janvier 2025, le président Cyril Ramaphosa signe une loi détaillant les mécanismes permettant de mettre en œuvre des expropriations, notamment pour une « compensation nulle », sous certaines conditions très strictes. Du fait de ses modalités d'application, elle pourrait  servir d'avantage à expulser les propriétaires d’immeubles abandonnés ou exploités par des marchands de sommeil qu'à mettre en œuvre une réforme agraire[2].
- Égypte : une réforme agraire en deux étapes, promulguée en septembre 1952 (limitation de la propriété foncière à 84 ha par individu et 126 ha par famille), puis une seconde vague en 1961 qui réduit la propriété foncière maximale à 42 ha par famille. Cette réforme a depuis été largement déconstruite.
- Éthiopie : À la fin de la colonisation, une réforme agraire est mise en place en 1975, cela met fin à 75 ans de guerre civile commencée sous l'Aqänna[3]
- Namibie : une réforme agraire limitée lors du gouvernement de Sam Nujoma. Législation passée en 1994, tout récemment, le gouvernement a annoncé aussi comme son voisin sud-africain qu'il commencera à utiliser le processus d'expropriation avec compensation.
- Zimbabwe : efforts très controversés de réformes agraires (en), passant d'un système de compensation à l'expropriation totale, souvent aux bénéfices des proches du gouvernement au début des années 2000 durant la présidence de Robert Mugabe. Son successeur, Emmerson Mnangagwa, annonça consacrer 53 millions de dollars pour indemniser les anciens propriétaires blancs expropriés. Un geste qui concerne les investissements consentis à l'époque et non la valeur de la terre en elle-même. Ils pourront prétendre à des indemnisations, au droit de louer les terres, pas à leur propriété.

### Amérique latine
- Bolivie : la révolution de 1952 fut suivie par une loi de réforme agraire, mais finalement dans les années 1970, seulement 45 % des familles de paysans avaient reçu un titre pour la terre. Sous la présidence d'Evo Morales, une loi agraire, objet d'un vif rejet de la droite du pays, a été votée et promulguée le 29 novembre 2006. Elle prévoit l'« expropriation des terres » qui « ne servent pas une fonction socioéconomique juste »[4].
- Brésil : dans les années 1930, le président Getúlio Vargas renie une promesse de réforme agraire. Il y a une forte campagne du mouvement des sans-terre depuis les années 1990. En mars 2013, plus de 150 000 familles vivent dans des campements, dans l’attente de terres. Parmi celles-ci, 90 000 sont membres du mouvement des sans-terre. Sous le gouvernement de Dilma Rousseff seules 31 nouvelles zones ont été expropriées, soit seulement 72 000 hectares. Pendant ce temps, plus de 309 millions d’hectares de terres sont tombés sous le contrôle de l’agro-industrie[5],[6]. D'importants secteurs de l'agriculture brésilienne sont organisés en grandes exploitations (fazendas), mécanisés, utilisent des engrais chimiques, exportent largement. Le Brésil n’est pas seulement le deuxième pays pour la concentration de la terre dans le monde, devancé seulement par le Paraguay, mais aussi le plus grand consommateur de pesticides, pour la 5e année consécutive en 2013. Le Brésil consomme 19 % de l’ensemble des produits agrochimiques produits dans le monde. Cette utilisation excessive des pesticides empoisonne la production de la nourriture et l’eau. Selon l’Agence Nationale de Surveillance Sanitaire (ANVISA), 30 % des aliments consommés par les brésiliens sont impropres à la consommation par excès de pesticides[5],[6].
- Chili : les tentatives de réforme agraire commencèrent sous le gouvernement de Jorge Alessandri en 1960, et furent soutenues sous Eduardo Frei Montalva (1964-1970) pour atteindre leur apogée entre 1970-1973 sous la présidence de Salvador Allende. Les fermes de plus de 80 hectares étaient expropriées. La plupart de ces terres n'étaient pas exploitées[réf. nécessaire]. Ce processus fut arrêté net par le coup d'État du 11 septembre 1973 d'Augusto Pinochet.
- Colombie : Alfonso López Pumarejo (1934-1938) promulgua la loi 200 de 1936, qui autorise les expropriations de propriétés privées pour promouvoir l'intérêt social. Les tentatives ultérieures diminuèrent jusqu'aux présidences de Alberto Lleras Camargo (1958-1962) et Carlos Lleras Restrepo (1966-1970) qui créèrent l’Institut colombien pour la réforme agraire (INCORA) et des droits élargis des terres. Rien qu'en 1968 et 1969, INCORA délivra plus de 60 000 titres de propriété aux fermiers et travailleurs. Ce processus fut arrêté et la situation commença à s'inverser à la suite des réactions violentes des narco-trafiquants, des paramilitaires et de la guérilla, sans oublier les grands propriétaires terriens opportunistes. Cela inversa le processus, contribua à une nouvelle concentration des terres et aux déplacements des petits propriétaires terriens. Dans les années 2000, les plans et tentatives du gouvernement d'utiliser les terres légalement expropriées des cartels des trafiquants n'a pas entraîné beaucoup d'améliorations.
- Costa Rica : années 1990.
- Cuba : la réforme agraire était dans les plans prioritaires de la plateforme révolutionnaire de 1959. Presque toutes les grandes propriétés furent saisies par l'INRA (Institut national pour la réforme agraire), qui établit toutes les réglementations. Un plafond de 67 hectares fut établi et aux locataires furent donnés les pleins droits de propriété. Après la chute de l'URSS, et à l'embargo forcé des États-Unis au niveau international Cuba s'est retrouvé dans l'impossibilité d'importer du pétrole pour la production d'engrais de synthèse et de biocides (également appelés pesticides) et a été contraint de transformer à l’échelle du pays une agriculture intensive et productiviste en agriculture extensive et biologique,Poudrette ainsi que de relocaliser l’économie. l'agriculture urbaine appelée « organopónicos » est une des principales débouchée de cette réforme. Voir Économie de Cuba: agriculture.
- Guatemala : réforme agraire durant les « 10 ans de printemps » (1944-1954). En 1952, le Congrès guatémaltèque adopte le Décret 900, ou l'Acte de réforme agraire[7] qui oblige les riches propriétaires fonciers à payer des impôts et qui force la United Fruit Company à céder une partie importante de ses terres en friche (ou inutilisées) aux paysans.
- Mexique : Une loi de réforme agraire, le Plan d'Ayala, a été promulguée le 25 novembre 1911 en pleine révolution mexicaine, sous l'impulsion principale d'Emiliano Zapata. En 1917, la réforme agraire est inscrite dans la Constitution mexicaine. Elle met en avant le principe de restitution des terres aux communautés villageoises, spoliées après les lois de la Réforme (1857) de Benito Juárez et plus encore pendant le Porfiriat. Toutefois, la petite paysannerie sans terre métisse, majoritaire, bénéficie très peu de cette première loi et la redistribution des terres reste modérée. L'arrivée au pouvoir de Lázaro Cárdenas del Río en 1934 va donner un coup d'accélérateur au processus, avec le nouveau Code agraire qui fixe le principe de dotation foncière en plus de la restitution : on donne alors des terres à tous ceux qui n'en ont pas. Ce don prend le nom d'ejido, la terre restant propriété de la nation et les paysans n'ayant qu'un droit d'usufruit sur elle. La fin de la réforme agraire a été proclamée en 1992 dans le cadre d'une nouvelle loi qui a mis en place les bases d'une privatisation des ejidos dans le but de les rendre plus productifs. Plus de la moitié du territoire national a été donné sous forme d'ejidos durant la réforme agraire, mais de façon très inégale selon les différents états du pays. En 2008 le manque de terre arables rendrait difficiles de nouvelle distributions et la faible surface qui pourrait être attribuée à chaque nouveau propriétaire ne lui permettrait plus de vivre décemment de son travail.
- Nicaragua : sous Somoza, l'IAN (Instituto Agropecuario Nicaragüence) distribua des lots de terre vierge de la région atlantique, sans toucher à la structure des grandes propriétés. C'est surtout une mesure d'apaisement des conflits sociaux. En 1981 l'État sandiniste proclame la première loi de réforme agraire : on confisque les latifundia insuffisamment exploitées, qui sont ensuite gérées par des entreprises étatiques ou des coopératives de production[8].
- Pérou : la réforme agraire dans les années 1950 élimina largement un système d'un siècle de péonage[9]. En 1968, une autre réforme est menée après le coup d'État de l'aile gauche du colonel Juan Velasco Alvarado. Durant les premières années du gouvernement de Alberto Fujimori (1988-1995), une autre réforme agraire est menée par Hernando de Soto et l'Institut pour la liberté et la démocratie dans un effort pour contrer la guérilla du Sentier lumineux.
- Venezuela : Hugo Chávez décrète la Mission Zamora (en) (mision zamora venezuela) pour redistribuer les terres du gouvernement et les terres privées inutilisées aux paysans qui en ont besoin. De 1999 à mars 2013, le gouvernement vénézuélien a remis plus d’un million d’hectares de terres aux peuples indigènes du pays et la réforme agraire a permis à des dizaines de milliers de paysans de posséder leurs terres. Au total, plus de 3 millions d’hectares de terres leur ont été remis. Alors qu’en 1999, le Venezuela ne produisait que 51 % des aliments qu’il consommait, en 2012 la production est de 71 %. En janvier 2013 la FAO (Organisation de l’ONU pour l’Agriculture et l’Alimentation) a félicité le Venezuela pour le succès de sa politique de souveraineté alimentaire[5],[6].

### Amérique du Nord
- Île-du-Prince-Édouard (Canada) : une réforme agraire est incluse dans l'accord de l'Île-du-Prince-Édouard pour joindre la confédération canadienne dans les années 1870. La plupart des terres appartenaient à l'aristocratie anglaise, qui est absente du pays. Le Canada s'engagea à racheter la terre et à la donner aux fermiers.

### Asie
- Chine, de nombreuses réformes agraires dans son histoire :
  - 1946, promue par le Parti communiste chinois trois ans avant la fondation de la république populaire de Chine, elle gagna à ce parti des millions de partisans parmi la paysannerie pauvre et moyennement aisée. Les grands propriétaires furent expropriés de leurs terres, alors redistribuées afin que chaque foyer dans chaque village rural ait une possession comparable. Cette révolution agraire fut rendue célèbre à l'Ouest par le livre de William Hinton Fanshen.
  - Au milieu des années 1950, une seconde réforme agraire obligea les exploitants isolés à se joindre en collectifs, qui à leur tour étaient regroupés en communes populaires, sous contrôle centralisé des droits de propriétés et principe égalitaire de redistribution. Cette réglementation fut globalement un échec en termes de production. À l'évidence, la RPC commença à inverser le processus dans les années 1960.
  - Fin des années 1970 : une troisième réforme agraire est ré-introduite avec un contrat sur base familiale, appelé le système de responsabilité de propriété [10]. Cette réforme eut un énorme succès initialement suivi par une période de relative stagnation.
- Inde : avec les taxes et régulation de la période de domination britannique (Raj britannique), à l'indépendance, l'Inde hérita d'un système agraire semi-féodal avec une propriété des terres concentrée dans les mains de peu de propriétaires (système des Zamindars). Avec l'indépendance, il y eut des réformes volontaires, initiées et régies par le gouvernement dans plusieurs États de l'Inde. La plus notable et la plus réussie est l'exemple de l'État du Bengale-Occidental. Tenant sa promesse de réforme après son accession au pouvoir, le parti communiste indien commença des réformes graduelles. Le résultat fut une distribution équitable de la terre parmi les paysans sans terre. Au Kerala la réforme eut peu de succès. Par ailleurs, il convient de mentionner l'important mouvement de distribution et collectivisation volontaire et non violente de terres agricoles, initié par Vinoba Bhave, un disciple de Gandhi. Ce mouvement parvint, entre 1951 et le milieu des années 1970 à redistribuer, de manière non autoritaire, l'équivalent de la superficie de la France. Une réforme agraire entreprise en 2020 par le ministre Modi, risquant de priver les paysans de leurs terres produit la plus grande manifestation connue au monde avec 250 millions de manifestants. En novembre 2021, le premier ministre abandonne sa réforme.
- Japon : après la Seconde Guerre mondiale l'occupation par les États-Unis amena une réforme agraire.
- Philippines : Programme global de réforme agraire voté en 1988.
- Taïwan : après la Seconde Guerre mondiale Tchang Kaï-chek dirigea une réforma agraire sous l'insistance des États-Unis. Cette réforme fut facilitée par le fait que beaucoup des propriétaires terriens étaient des Japonais qui avaient fui, et par le fait que le Kuomintang était largement originaire du continent et avait peu d'attaches avec les propriétaires dans l'île.
- République démocratique du Viêt Nam : À la fin de la colonisation française, en 1956

#### Moyen-Orient
- Iran : une réforme agraire significative faisait partie de la dénommée révolution blanche du shah en 1963. Presque 90 % des Iraniens travaillant comme métayers sont devenus propriétaires de leurs terrains.
- Irak : 1970
- Syrie : Elle donne lieu à de nombreuses expropriations enter 1958 à 1963 et à la redistribution des terres aux paysans de 1958 à 1970[11].

### Europe
- Écosse : l'acte de réforme agraire (Land Reform Act) passé en 2003. Il met un terme à la légitimité historique des lois féodales et crée un cadre pour les droits des communautés rurales à acheter les terres de leur voisinage[12].
- Estonie et Lettonie : en 1918–1919, lors de l'établissement de leurs états, expropriation des grands domaines de propriétaires allemands baltes.
- Finlande : en 1918, la guerre civile a abouti à une série de réformes agraires.
- France : sous le Directoire, durant les dernières phases de la Révolution française eut lieu une large et durable réforme agraire. Depuis 1960, les SAFER exercent une forme de réforme agraire progressive, en intervenant sur le marché foncier agricole. Si l'idée apparaît sous le régime de Vichy, la réforme agraire qu'est le remembrement n'est appliqué qu'après l'arrivée des machines agricoles et des engrais de synthèse, des États-Unis.
- Hongrie : en 1945 toute propriété plus grande que 142 acres était expropriée sans compensation et redistribuée aux paysans. Dans les années 1950, la propriété collective fut introduite selon le modèle soviétique mais après 1990, les coopératives furent dissoutes et la terre redistribuée à des petits cultivateurs.
- Irlande : après la Grande famine, la réforme agraire devint le sujet crucial en Irlande, où presque toutes les terres étaient propriétés de l'aristocratie anglaise. Le parlement irlandais fit campagne dans l'indifférence à la chambre des communes (Londres). Les réformes commencèrent vers 1870 et durèrent 50 ans.
- Italie : pour réforme agraire du 1950 on fait référence à trois dispositions législatives. Le deux projets de réforme les plus généraux sont celui destiné à la Calabre (loi n° 230 du 12 mai 1950), et celle qui étend l'application à diverses autres régions du pays (loi nº 841 du 21 octobre 1950). Enfin, on se réfères à la loi destinée à la Sicile, qui reprend les critères contenus dans la loi  susmentionné, et qui est produite dans le cadre de la législation régionale de la Région autonome Sicilienne (loi régionale nº 104 du 27 décembre 1950)[13].
- Pologne : plusieurs occasions de réforme agraire. La plus importante inclut les réformes de la 2e république (1919, 1921, 1923, 1925 et 1928) et la réforme agraire de 1944 durant la république populaire de Pologne.
- Roumanie : après des essais infructueux de réformes par Mihail Kogălniceanu dans les années qui suivirent l'unification roumaine (1863), une réforme agraire significative eut lieu en 1921.
- Russie :
  - Russie impériale : réforme Stolypin
  - Russie soviétique : décret sur la terre
- Suède : une grande série de réformes ont lieu à partir de 1749 (Storskiftet, Enskiftet et Laga skiftet). Au XXe siècle, presque non violemment, obtention de régulation d'un minimum de durée de contrats de 25 ans pour les exploitants locataires.